# Alchemilla cavillieri
Alchemilla cavillieri är en rosväxtart som först beskrevs av Émile Burnat, och fick sitt nu gällande namn av Sandro Alessandro Pignatti. Alchemilla cavillieri ingår i släktet daggkåpor, och familjen rosväxter. Inga underarter finns listade i Catalogue of Life.